# Amelia Bauerle

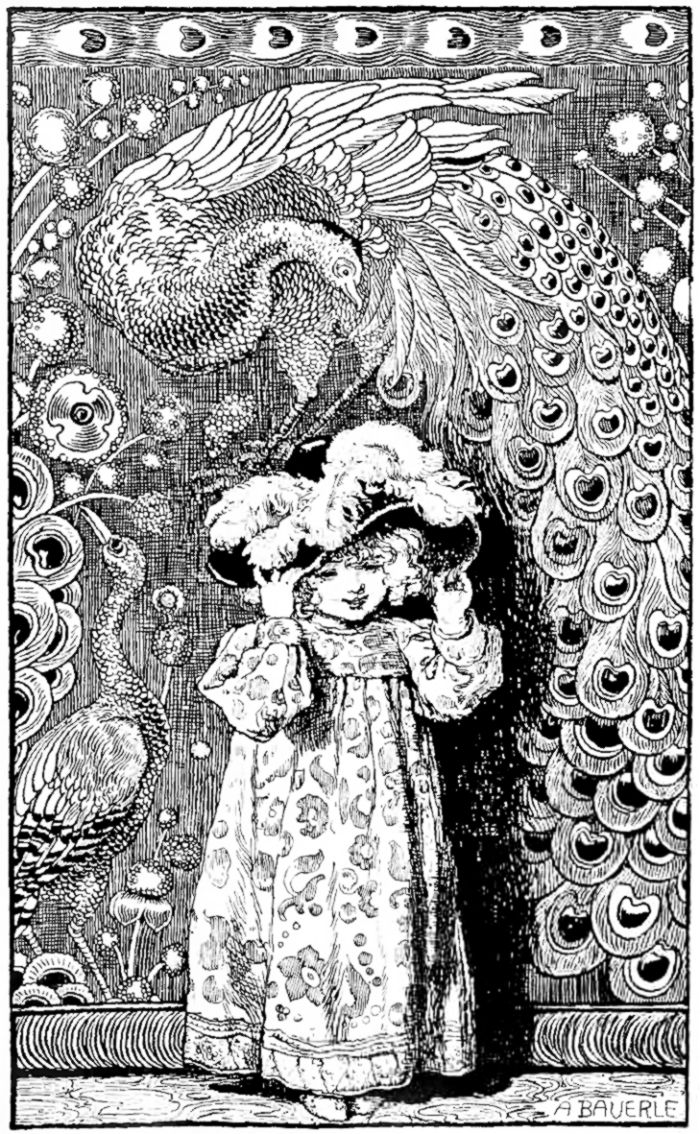
Amalie Bauerle, Fine Feathers make Fine Birds, una ilustración del volumen XIII del libro amarillo, abril de 1897

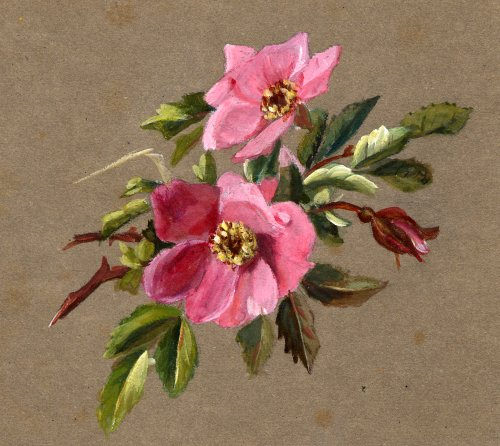
Estudio de flor

Amalie Mathilde Bauerle (Bayswater, 12 de noviembre de 1873-4 de marzo de 1916), conocida como Amelia Bauerle, fue una pintora, diseñadora, decoradora,  ilustradora de libros de niños y grabadora británica. En 1909 cambió su apellido a Bowerley.

## Biografía
Hija del artista alemán Karl Wilhelm Bauerle, estudió en la Royal College of Art de South Kensington y en la Escuela de Bellas Artes de Slade antes de viajar por Italia y Alemania. Expuso en la Royal Academy, desde 1897 hasta su muerte, y también en París y América. Contribuyó con ilustraciones a las revistas The Yellow Book y The English Illustrated Magazine. Su trabajo estaba fuertemente influenciado por el Art Nouveau. Según el censo de 1911, vivía en una pensión en Langhorne Gardens, Folkestone.
Amelia Bauerle centró su obra en la representación de la naturaleza, especialmente en imágenes detalladas de flores.

## Exposiciones y catálogos
- Catálogo de una serie de acuarelas y aguafuertes: When the world was young de Amelia M. Bauerlé. Londres: Galerías Dowdeswell, 1908.

## Selección de libros ilustrados
- W. E. Cule, Sir Constant: Knight of the Great King. Andrew Melrose, Londres, 1899.
- Frederic William Farrar  Allegories. Longmans & Co., Londres, 1898.
- Alfred Tennyson. The Day-Dream (poema) en : Flowers of Parnassus. vol. 7. [1900, etc.] 8º.
- Ismay Thorn. Happy-go-lucky.  Roseleaf Library, Londres, 1894.

## Pinturas seleccionadas
- Cosecha de duendes c.1910
- Ofelia